# Podróże
Podróże est une localité polonaise de la gmina rurale de Wicko située dans le powiat de Lębork en voïvodie de Poméranie. Elle se trouve à environ 16 km au nord de Lębork et 74 km au nord-ouest de la capitale régionale Gdańsk.

## Géographie

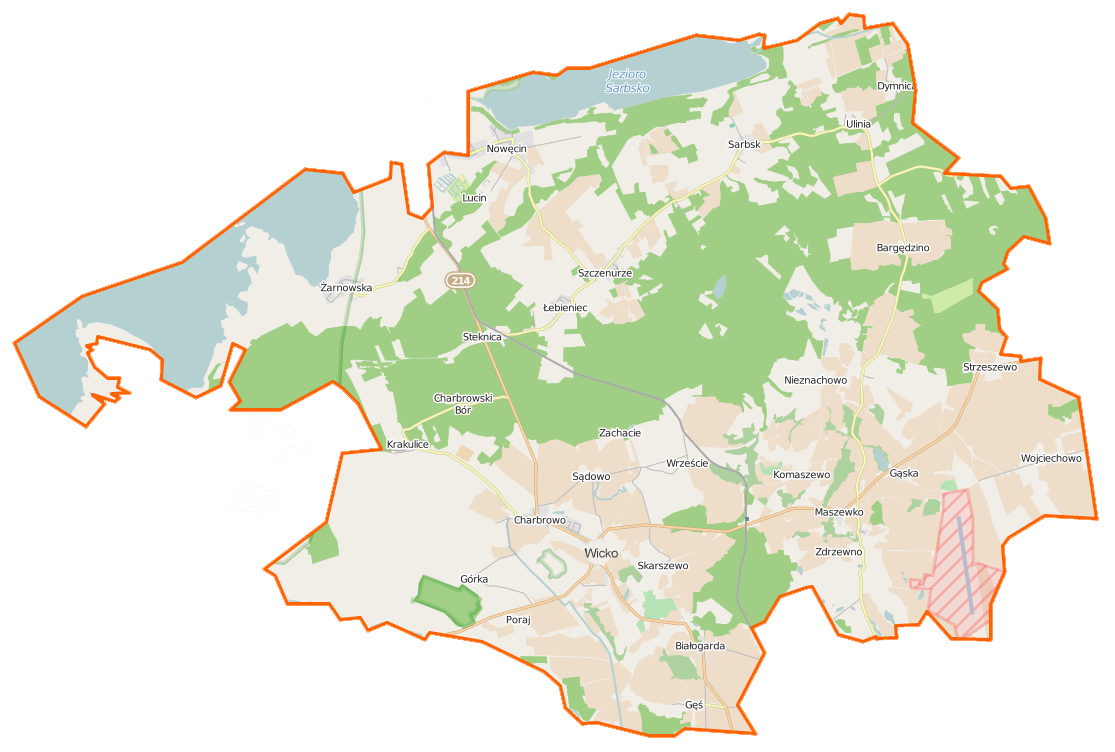
Carte de la gmina de Wicko.